# Episodi di Camera Café (prima stagione)
La prima stagione della sitcom Camera Café è stata trasmessa in prima visione in Italia da Italia 1 dal 6 ottobre 2003 al 2004. È formata da 479 episodi.
| Nº  | Titolo                       | Trama | Prima visione    |
| --- | ---------------------------- | --- | ---------------- |
| 1   | Passaportafogli              | Paolo dimentica il suo portafogli su un taxi e il tassista lo riporta in azienda. | 6 ottobre 2003   |
| 2   | Posizione scomoda            | Silvano rimane con la mano incastrata nella macchinetta del caffè. | 7 ottobre 2003   |
| 3   | La sfida                     | Luca e Paolo si sfidano a braccio di ferro per stabilire chi dei due andrà in vacanza con Gaia. | 8 ottobre 2003   |
| 4   | Incontro di boxe             | Paolo, iscrittosi a un torneo di boxe, deve sfidare Andrea. | 9 ottobre 2003   |
| 5   | Venduti                      | I dipendenti temono che l'azienda possa essere venduta. | 10 ottobre 2003  |
| 6   | Fatto di cronaca             | La Digitex è vittima di un killer che si diverte ad avvelenare il caffè. | 13 ottobre 2003  |
| 7   | Il grande ufficio            | Paolo ha un nuovo ufficio, molto più grande di quello di Luca. | 14 ottobre 2003  |
| 8   | Il portafogli                | Luca e Paolo rubano il portafogli di De Marinis. | 15 ottobre 2003  |
| 9   | Patti si fa bella            | Patti vorrebbe affidarsi alla chirurgia estetica. | 16 ottobre 2003  |
| 10  | Quiz Radiofonico             | Silvano è stato selezionato a un quiz radiofonico, grazie al quale potrebbe vincere 1 000 euro. | 16 ottobre 2003  |
| 11  | Esame delle urine            | Paolo si deve sottoporre all'esame delle urine. | 16 ottobre 2003  |
| 12  | Il camionista                | Paolo ha una brutta discussione con un camionista. | 17 ottobre 2003  |
| 13  | Licenziarsi                  | Luca e Paolo vorrebbero dare le dimissioni. | 17 ottobre 2003  |
| 14  | Paranoia                     | In azienda gira la voce che qualcuno stia per essere licenziato. | 17 ottobre 2003  |
| 15  | Pidocchi                     | Patti ha i pidocchi. | 17 ottobre 2003  |
| 16  | Cosa fai stasera?            | Luca, Paolo e Silvano discutono dei loro impegni serali. | 18 ottobre 2003  |
| 17  | Il portiere                  | Silvano fa il portiere. | 18 ottobre 2003  |
| 18  | L'incidente                  | Luca tampona una macchina con l'Alfa Romeo di Paolo, non sapendo che è quella di Ilaria. | 18 ottobre 2003  |
| 19  | Nuovo look                   | Patti vuole cambiare look. | 18 ottobre 2003  |
| 20  | Pensione d'invalidità        | Luca si fa male e Paolo lo convince a gonfiare leggermente il suo problema per prendere la pensione d'invalidità. | 20 ottobre 2003  |
| 21  | Gesto fatale                 | Luca cerca di interpretare i gesti dei colleghi. | 20 ottobre 2003  |
| 22  | Il peso                      | Anna, Alex e Patti parlano del loro peso. | 20 ottobre 2003  |
| 23  | Pronto soccorso              | Silvano si sente male e Luca, che ha appena promesso a Gaia che i loro rapporti si sarebbero riallacciati, cerca di salvarlo. | 20 ottobre 2003  |
| 24  | Reinserimento                | In azienda è arrivato un ex-carcerato. Luca e Paolo ci sono molto affezionati, fino a quando Anna non si accorge che le è stato rubato il portafogli. - Guest star: Davide Giandrini                                                                                        | 20 ottobre 2003  |
| 25  | Pedalare                     | Paolo sfida il venditore della Digitex a una gara di ciclismo. | 20 ottobre 2003  |
| 26  | Allarme antincendio          | Luca, Paolo e Ilaria rimangono bloccati in azienda durante un incendio, ma Luca crede sia un'esercitazione. | 20 ottobre 2003  |
| 27  | Urna                         | Silvano porta in ufficio un'urna funeraria. | 20 ottobre 2003  |
| 28  | Poesia                       | Paolo è costretto ad assistere allo spettacolo teatrale di Patti. | 23 ottobre 2003  |
| 29  | Mazzetti di mughetto         | Luca e Paolo combattono per il monopolio sul mughetto. | 23 ottobre 2003  |
| 30  | Psicofarmaci                 | Anna assume troppi psicofarmaci e Patti si preoccupa per lei. | 23 ottobre 2003  |
| 31  | Bella                        | Luca fa amicizia con una donna delle pulizie. - Guest star: Isa Gallinelli | 23 ottobre 2003  |
| 32  | Il criceto                   | Giovanna affida a Luca un criceto da accudire. | 23 ottobre 2003  |
| 33  | A.A.A. cercasi               | Paolo crede che Anna abbia messo un annuncio erotico sul giornale. | 23 ottobre 2003  |
| 34  | Il sogno di Olmo             | Olmo riesce a creare un programma per controllare tutti gli apparecchi informatici dell'azienda. | 23 ottobre 2003  |
| 35  | Bustarelle                   | De Marinis offre una bustarella a una commissione di sicurezza. - Guest star: Michele Bottini | 23 ottobre 2003  |
| 36  | In panne                     | L'ascensore del palazzo è rotto. | 26 ottobre 2003  |
| 37  | Pizza                        | In azienda viene consegnata una pizza: Paolo, Luca e Silvano, credendo sia per il direttore, la farciscono in maniera disgustosa. | 27 ottobre 2003  |
| 38  | Uccellini                    | Luca e Paolo scattano delle foto in pose assurde con quella che credono sia la macchina fotografica di Patti | 27 ottobre 2003  |
| 39  | Allarme antrace              | In azienda viene recapitata una busta contenente una misteriosa polverina bianca. Tutti pensano che sia antrace e scatta immediatamente il panico. | 27 ottobre 2003  |
| 40  | Un regalo personale          | Paolo è l'unico a non partecipare alla colletta per il regalo a De Marinis. | 27 ottobre 2003  |
| 41  | Buone azioni                 | Patti eredita dei soldi da uno degli anziani della casa di riposo di cui si prende cura. Paolo si mette in testa di fare la stessa cosa. | 27 ottobre 2003  |
| 42  | Notte tragica                | Paolo e Luca incontrano Vittorio per la prima volta. | 27 ottobre 2003  |
| 43  | Il compleanno di Silvano     | Silvano organizza una festa di compleanno. | 27 ottobre 2003  |
| 44  | Timer                        | Jessica fa installare nella macchinetta e alla porta del bagno dei timer che impediscono ai dipendenti di perdere tempo. | 27 ottobre 2003  |
| 45  | Fiera                        | Luca non è nel gruppo dei dipendenti scelti per l'attesissima trasferta di Parigi. | 27 ottobre 2003  |
| 46  | Annuncio di smarrimento      | Gaia è triste perché ha smarrito Willy, il suo cagnolino. Paolo tenta di ritrovarlo. | 27 ottobre 2003  |
| 47  | Il fantasma                  | L'aereo su cui viaggiava De Marinis è precipitato. | 28 ottobre 2003  |
| 48  | Cartomanzia                  | Anna fa delle divinazioni per Luca e Paolo. | 28 ottobre 2003  |
| 49  | La piscina                   | Paolo cerca di vendere un suo terreno a Silvano. | 28 ottobre 2003  |
| 50  | Concorso di colpa            | Andrea vuole dare la colpa ai suoi colleghi per un guaio che ha combinato. | 28 ottobre 2003  |
| 51  | Errore contabile             | A causa di una ricevuta da 1000 €, Paolo si crede ricco. | 28 ottobre 2003  |
| 52  | Mal di denti                 | Patti ha un forte mal di denti. | 28 ottobre 2003  |
| 53  | Giorno di sciopero           | I dipendenti non riescono a mettersi d'accordo su quale giorno fare sciopero. | 28 ottobre 2003  |
| 54  | Tutti uniti                  | La Digitex è stata occupata dai suoi dipendenti: Luca e Paolo decidono di aiutare la polizia a stanarli. - Guest star: Hubert Stergacic | 28 ottobre 2003  |
| 55  | Il cinefilo                  | Luca realizza un filmino erotico con una sua amante. - Guest star: Claudia Griffini | 28 ottobre 2003  |
| 56  | Torcicollo                   | Paolo ha il torcicollo. | 28 ottobre 2003  |
| 57  | Caffè transgenico            | Luca ha dei dubbi sulla qualità del cibo servito nella mensa aziendale. | 28 ottobre 2003  |
| 58  | Lo stand                     | Paolo non vuole andare in trasferta a una fiera per conto dell'azienda. | 29 ottobre 2003  |
| 59  | Il venditore                 | Luca e Paolo trattano con un venditore di fotocopiatrici. - Guest star: Massimo Sabet | 29 ottobre 2003  |
| 60  | La cerniera                  | Paolo ha un problema con la cerniera dei pantaloni. | 29 ottobre 2003  |
| 61  | Vuoto di memoria             | Durante una festa, Alex abborda Vittorio, ma tornata in ufficio non ricorda l'esito della serata. | 29 ottobre 2003  |
| 62  | Il complotto                 | Tutti i dipendenti dell'azienda complottano contro Luca. | 29 ottobre 2003  |
| 63  | Omonimia                     | Gaia simpatizza con un nuovo Paolo Bitta. - Guest star: Filippo Usellini | 29 ottobre 2003  |
| 64  | Mercato internazionale       | Paolo ha finalmente la sua grande occasione: De Marinis, infatti, gli ha affidato il mercato estero. | 29 ottobre 2003  |
| 65  | Corna                        | L'assistente di Paolo si vuole licenziare. - Guest star: Alessandro Scavone | 29 ottobre 2003  |
| 66  | Il trasloco                  | De Marinis vuole trasferire gli uffici dell'azienda in un nuovo palazzo. | 29 ottobre 2003  |
| 67  | Luca testimone               | Paolo convince Luca a testimoniare a suo favore in un incidente automobilistico. - Guest star: Luciana Littizzetto | 29 ottobre 2003  |
| 68  | Selvaggina per cena          | Paolo vuole andare a caccia con Silvano. | 29 ottobre 2003  |
| 69  | Stato di choc                | Paolo ha investito con la sua Alfa la zia di De Marinis e per questo teme di essere licenziato. | 29 ottobre 2003  |
| 70  | Domenica lavorativa          | I dipendenti dell'azienda si lamentano per essere costretti a lavorare anche di domenica. | 29 ottobre 2003  |
| 71  | Allunga la vita              | Luca, Paolo e Silvano leggono sul giornale che, secondo un recente studio, guardare un bel seno allunga la vita. | 31 ottobre 2003  |
| 72  | Lotta politica               | Luca e De Marinis fanno valere le proprie opinioni politiche. | 31 ottobre 2003  |
| 73  | Il genio del calcolo         | Luca scopre che Silvano è un genio nel calcolo mentale. | 31 ottobre 2003  |
| 74  | Armonia                      | Valeria si vuole separare da Paolo. | 31 ottobre 2003  |
| 75  | L'ospite                     | Jessica arriva in azienda. | 31 ottobre 2003  |
| 76  | La puzzola                   | Titti, la sorella di Patti, emana un forte odore. - Guest star: Claudia Gerini | 31 ottobre 2003  |
| 77  | Best seller                  | Pippo e Luca discutono a proposito del best seller del momento, uno scabroso romanzo erotico. | 31 ottobre 2003  |
| 78  | Proposta indecente           | De Marinis perde la testa per Titti. - Guest star: Claudia Gerini | 31 ottobre 2003  |
| 79  | Il gioco della moneta        | Luca e Paolo cercano di fare canestro tirando una moneta in un bicchierino. | 31 ottobre 2003  |
| 80  | Le foto della festa          | Paolo si convince di essere stato a letto con Patti. | 31 ottobre 2003  |
| 81  | I problemi del direttore     | De Marinis sembra insoddisfatto del suo lavoro. | 31 ottobre 2003  |
| 82  | Il vendicatore mascherato    | Silvano vuole affiancare Luca nella lotta sindacale. | 31 ottobre 2003  |
| 83  | Pit bull                     | Pietà deve essere soppresso per aver aggredito una donna anziana. | 31 ottobre 2003  |
| 84  | Cacciatore di teste          | Paolo viene avvicinato da una persona che sembra interessata a offrirgli un nuovo lavoro. - Guest star: Alberto Angrisano | 31 ottobre 2003  |
| 85  | Epidemia                     | In azienda bisogna fare l'inventario, ma tutti i dipendenti sono malati. | 31 ottobre 2003  |
| 86  | Sciopero della fame          | Luca fa lo sciopero della fame per protestare contro la rimozione dei buoni pasto. Le cose vanno bene finché Paolo e Silvano, per sostenerlo, si abbuffano di cibo davanti a lui.                                                                                           | 31 ottobre 2003  |
| 87  | Nemici amici                 | De Marinis è depresso e Luca è costretto a consolarlo. | 31 ottobre 2003  |
| 88  | Pesce d'aprile               | Luca fa un pesce d'aprile a Maggio. | 31 ottobre 2003  |
| 89  | Il ritorno                   | Luca e Paolo incontrano un vecchio collega. - Guest star: Alessandro Haber | 31 ottobre 2003  |
| 90  | Debito di gioco              | Olmo ha un debito di gioco. - Guest star: Marco Fubini | 31 ottobre 2003  |
| 91  | Violetta                     | Violetta, un'amante di Paolo, va a trovarlo in azienda. - Guest star: Yvette Jordan | 31 ottobre 2003  |
| 92  | Sauna                        | Il bagno aziendale è stato trasformato in una sauna. | 31 ottobre 2003  |
| 93  | Schiavo degli ormoni         | Paolo prende delle pastiglie per abbassare la virilità. - Guest star: Aída Yéspica | 31 ottobre 2003  |
| 94  | Il quadratone                | Olmo sfida i colleghi a un gioco: il quadratone. | 31 ottobre 2003  |
| 95  | L'alpinista                  | Gaia si è fidanzata con un alpinista, ma Luca è geloso di lui. - Guest star: Filippo Chiero | 31 ottobre 2003  |
| 96  | Segreteria telefonica        | Gaia critica le segreterie telefoniche degli altri dipendenti. | 31 ottobre 2003  |
| 97  | La liposuzione               | Anna vuole sottoporsi alla liposuzione. | 31 ottobre 2003  |
| 98  | La matrice                   | Luca e Paolo fanno credere a Silvano di essere il protagonista di Matrix. | 31 ottobre 2003  |
| 99  | Cinema amatoriale            | Olmo gira un video amatoriale in azienda. | 31 ottobre 2003  |
| 100 | Halloween                    | In azienda tutti festeggiano Halloween, tranne Luca che la considera una festa stupida. | 31 ottobre 2003  |
| 101 | Arrivano i Pooh              | I Pooh vengono scelti da De Marinis come nuovi testimonial dell'azienda, e stanno arrivando in ufficio per firmare il contratto. Paolo è al settimo cielo. - Guest star: Pooh                                                                                               | 31 ottobre 2003  |
| 102 | Foglia morta                 | Silvano urina blu, e così Luca e Paolo prendono in mano la situazione e si inventano una terribile malattia. | 31 ottobre 2003  |
| 103 | La setta                     | Patti invita in ufficio il mago Arganella, che raccoglie soldi per i bambini poveri del pianeta Téranis. - Guest star: Federico Torre | 31 ottobre 2003  |
| 104 | Grazie Anna                  | Luca e Paolo vanno a mangiare "a scrocco" da Anna. | 31 ottobre 2003  |
| 105 | Da grande                    | Marco, il figlio di Anna, vuole fare lo spazzino. | 31 ottobre 2003  |
| 106 | Elezioni sindacali           | Paolo sfida Luca per la "poltrona" del sindacato. - Guest star: Luciana Littizzetto | 31 ottobre 2003  |
| 107 | Nel cervello dell'altro      | Luca e Silvano si mettono a fantasticare sulla possibilità di essere un'altra persona. - Guest star: Riccardo Festa | 31 ottobre 2003  |
| 108 | Il cappello di Einstein      | Paolo compra un cappello con scritto sopra "Einstein", credendo che lo faccia sembrare più intelligente. | 31 ottobre 2003  |
| 109 | Shalom                       | Paolo si finge ebreo. | 31 ottobre 2003  |
| 110 | L'indovinello                | L'azienda organizza un concorso: chi riuscirà a risolvere un indovinello vincerà una settimana di vacanza, che prevede anche un concerto dei Pooh. | 31 ottobre 2003  |
| 111 | Complesso di Edipo           | Silvano ha il complesso di Edipo. | 31 ottobre 2003  |
| 112 | La stagista                  | Wanda arriva in ufficio. | 31 ottobre 2003  |
| 113 | Superenalotto                | Luca crede di aver vinto al Superenalotto. | 31 ottobre 2003  |
| 114 | La diciottenne               | Paolo si è follemente innamorato di un'amica di Giovanna. | 31 ottobre 2003  |
| 115 | Grazie direttore             | Anna ringrazia De Marinis per avergli concesso il venerdì pomeriggio libero. | 31 ottobre 2003  |
| 116 | Il badante                   | Luca deve occuparsi della vecchia zia di Alex. - Guest star: Liliana Feldmann | 31 ottobre 2003  |
| 117 | Monique                      | Monique, amica di penna di Patti, la va a trovare. Quando Paolo scopre che è una modella, fa di tutto per avere un appuntamento con lei. | 31 ottobre 2003  |
| 118 | La stangata                  | Paolo, aiutato da Luca e Silvano, fa credere a Valeria di essere all'estero. | 12 novembre 2003 |
| 119 | Il bimbo                     | Paolo trova un bimbo sopra la sua macchina. | 12 novembre 2003 |
| 120 | Una ragazza promettente      | Gaia si dimentica di spedire un contratto e convince Paolo a prendersi la colpa. | 12 novembre 2003 |
| 121 | Dire di no                   | Luca insegna a Wanda come si dice "no!". | 12 novembre 2003 |
| 122 | Manifestazione               | Luca cerca di organizzare una manifestazione di protesta. | 12 novembre 2003 |
| 123 | Concorrenza                  | Luca trova uno sfidante per il suo posto di Presidente del sindacato. - Guest star: Luigi Maria Burruano | 12 novembre 2003 |
| 124 | Vigilanza antiterrorismo     | Vittorio mostra a Luca e Paolo le misure antiterrorismo dell'azienda. | 12 novembre 2003 |
| 125 | L'anniversario del direttore | In azienda viene organizzata una festa per il 10º anniversario da direttore di De Marinis. | 12 novembre 2003 |
| 126 | Tossicomania                 | Luca discute con Alex riguardo alla sua tossicodipendenza. | 12 novembre 2003 |
| 127 | Alta tensione                | Luca, Paolo e Olmo organizzano uno scherzo a Silvano da mandare a Paperissima, ma questo si ritorce contro di loro. | 12 novembre 2003 |
| 128 | La lettera                   | Patti è alla ricerca di una lettera scritta da Ilaria per il presidente, nella quale si è lamentata di De Marinis. | 12 novembre 2003 |
| 129 | Lo scooter di Luca           | A Jessica serve un passaggio e Luca si offre di accompagnarla in scooter. | 12 novembre 2003 |
| 130 | Il fidanzato di Anna         | Anna presenta il suo nuovo fidanzato in azienda. - Guest star: Alessandro Genovesi | 12 novembre 2003 |
| 131 | Palline antistress           | Luca è molto stressato e Silvano ne paga le conseguenze. | 12 novembre 2003 |
| 132 | Poker                        | Luca, Paolo, Olmo e Pipino giocano a poker. - Guest star: Alessandro Genovesi | 12 novembre 2003 |
| 133 | Cattivo figlio               | Jessica da dei consigli a Silvano su come gestire il suo rapporto con la madre e con Patti. | 12 novembre 2003 |
| 134 | Il dispetto                  | Gaia e Ilaria discutono sull'incapacità di Patti. | 12 novembre 2003 |
| 135 | Solidarietà                  | Dopo aver sorpreso Olmo a cercare cibo nel cestino della spazzatura, Anna e Patti si convincono che sia poverissimo. | 12 novembre 2003 |
| 136 | Il tesoro di Paolo           | Ogni anno, nello stesso giorno, Paolo si chiude nel suo ufficio e si mette a fissare una misteriosa scatola. Luca vuole assolutamente sapere cosa contiene. | 12 novembre 2003 |
| 137 | Pulcino                      | Wanda minaccia di denunciare Luca e Paolo, dopo che quest'ultimo ha picchiato Silvano. | 12 novembre 2003 |
| 138 | Caramelle blu                | Luca trova delle pasticche di viagra. | 12 novembre 2003 |
| 139 | Problemi di udito            | De Marinis è temporaneamente semi-sordo: i dipendenti dell'azienda possono finalmente sfogarsi. | 12 novembre 2003 |
| 140 | Foto aziendale               | In azienda è arrivato il momento di scattare la foto aziendale, ma Gaia e Alex si presentano con lo stesso vestito. | 12 novembre 2003 |
| 141 | Un momento di smarrimento    | Paolo crede che Gaia abbia passato la notte con Silvano. | 12 novembre 2003 |
| 142 | Brindisi d'aumento           | Paolo fa un brindisi per il suo aumento di stipendio. | 12 novembre 2003 |
| 143 | Stregoneria                  | Paolo crede di essere diventato impotente dopo che Patti gli ha messo una mano sulla testa. | 12 novembre 2003 |
| 144 | Gelosia                      | Alex è gelosa di Luca. | 12 novembre 2003 |
| 145 | Tango                        | Paolo frequenta un corso di tango e vuole far pratica con le colleghe. | 12 novembre 2003 |
| 146 | Ritorno dalle vacanze        | Paolo ritorna dalle vacanze ma, per un equivoco, crede che l'azienda lo abbia licenziato. - Guest star: Fabrizio Viganò | 12 novembre 2003 |
| 147 | Uomo vissuto                 | Paolo costringe Silvano a "prestargli" un dente. | 12 novembre 2003 |
| 148 | Telefono cellulare           | Luca e Paolo chiamano dei numeri erotici con il cellulare di De Marinis. | 12 novembre 2003 |
| 149 | Coppia di fatto              | Pippo si sposa. | 12 novembre 2003 |
| 150 | Karaoke                      | Paolo organizza un karaoke per la festa di compleanno di Silvano. | 12 novembre 2003 |
| 151 | Pregiudizi                   | Paolo crede che il nuovo dipendente arrivato vada a letto con Anna. - Guest star: Matt Patresi | 12 novembre 2003 |
| 152 | Rambo                        | Luca e Olmo si sfidano sulla loro conoscenza cinematografica. | 12 novembre 2003 |
| 153 | Un piccolo favore            | Anna deve ricucire i pantaloni strappati di De Marinis. | 12 novembre 2003 |
| 154 | Venditore cool               | Giovanna convince Paolo a vendere per lei dei vecchi walkman. | 12 novembre 2003 |
| 155 | Un amico gay                 | Ilaria chiede a Pippo di essere il suo "amico gay". | 12 novembre 2003 |
| 156 | Il furto della penna         | Qualcuno ha rubato a Luca la sua penna preferita. | 12 novembre 2003 |
| 157 | Il piccione                  | Patti porta in azienda un piccione ferito dalla sua gatta Marylin. - Guest star: Lorenzo De Marinis | 12 novembre 2003 |
| 158 | Curriculum                   | Silvano legge il curriculum di Luca. | 12 novembre 2003 |
| 159 | Il ladro                     | Giovanni, la guardia giurata, rischia di essere licenziato perché accusato di aver rubato l'agenda di Paolo. | 12 novembre 2003 |
| 160 | Combattimento clandestino    | Andrea e Paolo organizzano un combattimento clandestino tra galli. | 12 novembre 2003 |
| 161 | Ladro d'auto                 | Luca sorprende un ladro a rubare la sua macchina. | 12 novembre 2003 |
| 162 | Pacemaker                    | Wanda ha un infarto. | 12 novembre 2003 |
| 163 | Problemi di coppia           | Luca e Alex non vanno d'accordo. | 12 novembre 2003 |
| 164 | Telefono erotico             | Giovanna, come secondo lavoro, fa la centralinista di un telefono erotico. Patti prova a sostituirla. | 12 novembre 2003 |
| 165 | Tubo catodico                | Paolo deve andare in televisione e scommette con i colleghi che riuscirà a dire, almeno per una volta, «chi la dura la vince». | 12 novembre 2003 |
| 166 | Cartellino rosso             | Paolo "azzoppa" Silvano durante una partitella in area relax, e avendo già ricevuto un provvedimento disciplinare da poco tempo, rischia il licenziamento. | 12 novembre 2003 |
| 167 | Fortunatissima               | Anna è convinta di aver vinto 50000 €, e inizia a darsi allo shopping sfrenato. | 12 novembre 2003 |
| 168 | Il re e la regina            | Patti convince Silvano a ribellarsi contro Luca e Paolo. | 12 novembre 2003 |
| 169 | Inversione dei ruoli         | Paolo e sua moglie Valeria si scambiano i ruoli a casa. | 12 novembre 2003 |
| 170 | Il gattino                   | Patti trova un gatto randagio. | 12 novembre 2003 |
| 171 | La mano                      | Il medico della sicurezza aziendale deve visitare Paolo, che si è finto malato. - Guest star: Stefano Narsini | 12 novembre 2003 |
| 172 | Passaggi                     | In azienda tutti cercano un passaggio in auto per tornare a casa. | 12 novembre 2003 |
| 173 | Una donna in collera         | Alex crede che Andrea abbia picchiato Silvano. In realtà, lui si è truccato per Halloween. | 12 novembre 2003 |
| 174 | Coraggio Paolo               | Paolo smette di bere. | 12 novembre 2003 |
| 175 | Domande e risposte           | Ilaria e De Marinis dibattono sul loro importante ruolo in azienda. | 12 novembre 2003 |
| 176 | Il porta iella               | In azienda arriva un nuovo contabile considerato un portaiella. - Guest star: Salvatore Rodia | 12 novembre 2003 |
| 177 | La bestia                    | Anna ha dei problemi con il suo nuovo fidanzato. | 12 novembre 2003 |
| 178 | La giacca                    | Lasciando una giacca sulla propria scrivania, Paolo fa credere di essere in azienda anche quando si assenta. | 12 novembre 2003 |
| 179 | Malato                       | Paolo si rovescia sui pantaloni il campione delle urine di Silvano. | 12 novembre 2003 |
| 180 | Il cinguettio                | Paolo sente un insolito cinguettio in area relax, ma non riesce a capire da dove provenga. | 12 novembre 2003 |
| 181 | Il ricatto                   | Andrea viene ricattato. | 12 novembre 2003 |
| 182 | La colletta del direttore    | De Marinis organizza una colletta per la parrocchia. | 12 novembre 2003 |
| 183 | La truffa                    | Paolo, sotto falso nome, organizza un rinfresco per il compleanno di Ilaria, al quale porta delle cibarie di dubbia provenienza. | 12 novembre 2003 |
| 184 | Sorveglianza domestica       | Anna assume un'amica rumena di Alex come baby-sitter per i suoi figli. | 12 novembre 2003 |
| 185 | Souvenir d'Egitto            | Silvano viene arrestato in Egitto per furto. | 12 novembre 2003 |
| 186 | Strategia amorosa            | Patti è riuscita a conquistare un uomo ricchissimo e se ne vanta con i colleghi. | 12 novembre 2003 |
| 187 | Tasto di richiamata          | Luca e Paolo scoprono che Gaia ha fatto sesso con il responsabile acquisti della Digitex. | 12 novembre 2003 |
| 188 | Vietato fumare               | Luca prende di petto la battaglia contro il fumo. - Guest star: Massimo Tomassoni | 12 novembre 2003 |
| 189 | Corso di seduzione           | Alex dà dei consigli a Patti su come sedurre un uomo. | 12 novembre 2003 |
| 190 | Crisi matrimoniale           | Paolo si vuole separare da Valeria. | 12 novembre 2003 |
| 191 | Denuncia dei redditi         | Silvano fa la denuncia dei redditi a Luca, e scopre che il suo collega non se la passa poi così male. | 12 novembre 2003 |
| 192 | I pazzi del volante          | Luca, Paolo e Olmo partecipano a una gara automobilistica virtuale. | 12 novembre 2003 |
| 193 | Imbottigliamento             | Luca, Paolo e Olmo incominciano a imbottigliare grappa illegalmente. | 12 novembre 2003 |
| 194 | Malcontento sociale          | Alex e Patti, scontente di Luca, fondano un nuovo sindacato e nominano Silvano loro rappresentante. | 12 novembre 2003 |
| 195 | Scuola di commercio          | Paolo aiuta Brad a fare i compiti. | 12 novembre 2003 |
| 196 | Diffusione                   | De Marinis fa installare un interfono in azienda. | 12 novembre 2003 |
| 197 | Donazione d'organi           | Patti incita i colleghi a donare gli organi. | 12 novembre 2003 |
| 198 | Istinto paterno              | Alex rivela a Luca di essere rimasta incinta. | 12 novembre 2003 |
| 199 | La mia amica Wanda           | Pippo crede che Wanda si stia intromettendo un po' troppo nella sua vita privata. | 12 novembre 2003 |
| 200 | Missione impossibile         | Luca, Paolo e Silvano decidono di spiare la Digitex. | 12 novembre 2003 |
| 201 | Segreto intimo               | Paolo teme di aver perso la sua virilità. | 12 novembre 2003 |
| 202 | Il palloncino                | De Marinis vuole misurare il tasso d'alcolemia dei dipendenti con il test del palloncino. | 12 novembre 2003 |
| 203 | Una sporca faccenda          | Olmo crede di aver trovato un cadavere nel bagno dell'area relax. | 12 novembre 2003 |
| 204 | Caccia grossa                | Paolo decide di andare a catturare il leone scappato dallo zoo. | 12 novembre 2003 |
| 205 | La nipote di Wanda           | Wanda porta in ufficio sua nipote, Mirella, una ragazza autistica. - Guest star: Patti Garofalo | 12 novembre 2003 |
| 206 | Malato di mente              | Paolo fraintende Luca e diffonde la notizia che il suo amico è malato di mente. | 12 novembre 2003 |
| 207 | La promozione                | Patti riceve una promozione e diventa il capo di Alex. | 22 novembre 2003 |
| 208 | Dramma coniugale             | Paolo è in crisi con Valeria. | 22 novembre 2003 |
| 209 | Elettroshock                 | Ilaria, terrorizzata da Andrea, compra un elettroshock per difendersi. | 22 novembre 2003 |
| 210 | Il pagliaccio                | Luca si rifiuta di interpretare il pagliaccio alla festa aziendale. | 22 novembre 2003 |
| 211 | La trasferta                 | Gaia e De Marinis mandano Paolo in trasferta in Scozia. | 22 novembre 2003 |
| 212 | Lezioni di vita              | Anna dà a Patti dei consigli sull'amore. | 22 novembre 2003 |
| 213 | L'handicappato               | Luca vuole assumere dei disabili in azienda. | 22 novembre 2003 |
| 214 | Passione senile              | De Marinis torna dalla Costa Azzurra, dove ha conosciuto una certa Brigitte. | 22 novembre 2003 |
| 215 | Censura                      | De Marinis censura la videoteca aziendale. | 22 novembre 2003 |
| 216 | L'arte della direzione       | Luca è convinto che saprebbe gestire l'azienda meglio di De Marinis. | 22 novembre 2003 |
| 217 | Massaggio                    | Jessica fa installare una panca per massaggi in area relax. | 22 novembre 2003 |
| 218 | Prestiti                     | Luca non vuole prestare ad Alex il suo telefono cellulare. | 22 novembre 2003 |
| 219 | Raffreddore da cavallo       | Patti ha un brutto raffreddore e tutti i suoi colleghi le danno delle cure. | 22 novembre 2003 |
| 220 | Paolo direttore              | Per poter ottenere un grosso prestito dalla banca e acquistare così un nuovo camper, Paolo si spaccia per il direttore dell'azienda. - Guest star: Mario Zucca | 22 novembre 2003 |
| 221 | Danni collaterali            | Paolo parcheggia la sua Alfa Romeo in un parcheggio per disabili. | 22 novembre 2003 |
| 222 | I conti in regola            | Un controllore esterno arriva a controllare i bilanci aziendali. - Guest star: Alessandro Mistichelli | 22 novembre 2003 |
| 223 | I francobolli                | Patti deve incollare 300 francobolli. - Guest star: David Sef | 22 novembre 2003 |
| 224 | Jackpot                      | Luca dà un pugno alla macchinetta e questa sputa tutte le monetine. | 22 novembre 2003 |
| 225 | L'amico del campeggio        | Paolo aiuta Franco, un suo amico camperista, a ottenere un colloquio di lavoro in azienda. - Guest star: Dino Abbrescia | 22 novembre 2003 |
| 226 | Proibizionismo               | Paolo non può assolutamente introdurre dell'alcol in azienda. | 22 novembre 2003 |
| 227 | Circolo sportivo             | Paolo fa di tutto per poter entrare in un esclusivo circolo sportivo, il tutto solo per poter vedere Gaia in costume. | 22 novembre 2003 |
| 228 | Luca innamorato              | Luca e Alex hanno passato la notte insieme per la prima volta. | 22 novembre 2003 |
| 229 | Iniezione di cortisone       | Paolo perde la voce proprio il giorno in cui deve tenere un'importante relazione. Luca cerca di aiutarlo. | 22 novembre 2003 |
| 230 | La finestra di fronte        | Luca e Paolo si accorgono che nel palazzo di fronte una bella donna bionda sta facendo l'amore col suo amante e creano un osservatorio per fare soldi. Successivamente scoprono che si tratta di Valeria.                                                                   | 22 novembre 2003 |
| 231 | Furto di corrispondenza      | Paolo cerca di rubare la posta di Pippo. | 22 novembre 2003 |
| 232 | Il piccolo teppista          | In azienda viene assunto un ex detenuto. - Guest star: David Sef | 22 novembre 2003 |
| 233 | Lezioni di bacio             | Paolo dà alcuni consigli a Silvano su come conquistare Patti. | 22 novembre 2003 |
| 234 | Torneo di ping pong          | L'azienda organizza un torneo di ping pong. - Guest star: Matteo Levati | 22 novembre 2003 |
| 235 | Flagranza di reato           | A Luca vengono rubati tutti i suoi DVD porno. | 22 novembre 2003 |
| 236 | Gatto smarrito               | Patti parla a Paolo di una gatta smarrita, per la quale è prevista una bella ricompensa. | 22 novembre 2003 |
| 237 | L'amore è cieco              | Pippo si veste da donna per vedere chi lo riconosce in ufficio, ma Andrea si innamora di lui. | 22 novembre 2003 |
| 238 | Club per scambisti           | Paolo invita Luca a un club di scambisti, ma Luca è scettico. | 22 novembre 2003 |
| 239 | Figlio spirituale            | Paolo ha dei problemi con Jonathan, e decide quindi di prendere Olmo come "figlio spirituale". | 22 novembre 2003 |
| 240 | Giovedì 15                   | Da anni Paolo è convinto che il giovedì 15 gli porti sfortuna e proprio in quel giorno deve concludere un importante contratto. | 22 novembre 2003 |
| 241 | Il documentario              | Paolo finge di avere visto un documentario, ma Gaia non gli crede. | 22 novembre 2003 |
| 242 | Madre coraggio               | I figli di Anna vanno male a scuola. Olmo, che conosce un maestro, decide di aiutarla, ma ha un secondo fine. | 22 novembre 2003 |
| 243 | Marito geloso                | Paolo è terrorizzato. Un marito geloso, insegnante di karate, cerca di fargli la pelle. | 22 novembre 2003 |
| 244 | Sistema solare               | Brad prende un buon voto in scienze e Paolo crede che sia omosessuale. | 22 novembre 2003 |
| 245 | Trattenuta sullo stipendio   | Anna deve pagare un grosso debito che il suo ex marito aveva con la banca. | 22 novembre 2003 |
| 246 | A carte scoperte             | Paolo afferma di aver imparato il gioco delle tre carte e sfida i colleghi nel tentativo di arricchirsi. | 22 novembre 2003 |
| 247 | L'accompagnatrice            | Gaia non viene invitata alla prestigiosa festa a casa del presidente. | 22 novembre 2003 |
| 248 | Clandestini                  | Luca organizza una petizione per salvare dei clandestini. | 22 novembre 2003 |
| 249 | I rischi del fumo            | L'area relax è improvvisamente diventata una zona fumatori. | 22 novembre 2003 |
| 250 | La divisa                    | Ilaria impone a Giovanna di lavorare con una divisa. | 22 novembre 2003 |
| 251 | Adesso basta                 | Alex decide di smettere una volta per tutte con le droghe, ma va in crisi d'astinenza e diventa incontrollabile. | 22 novembre 2003 |
| 252 | Bolletta telefonica          | Luca e Paolo temono di essere puniti per le bollette delle loro telefonate. | 22 novembre 2003 |
| 253 | Concorso di ballo            | In azienda viene organizzato un concorso di ballo. | 22 novembre 2003 |
| 254 | Poltrona                     | Silvano ha ottenuto una nuova poltrona. | 22 novembre 2003 |
| 255 | La grande abbuffata          | Luca e Paolo mangiano in area relax, ma il piatto di Valeria non è molto buono; così cercano il pranzo di qualcun altro. | 22 novembre 2003 |
| 256 | Nostalgia                    | Per non far cacciare Brad da scuola, Paolo fa un accordo con il preside: lo inviterà in azienda, dove potrà presentare e vendere i suoi libri. Luca però nota che l'argomento trattato da quei libri non va molto d'accordo con le sue ideologie. - Guest star: Andy Luotto | 22 novembre 2003 |
| 257 | Omertà                       | Andrea ruba il walk-man di Jessica. Silvano ha visto tutto, ma ha paura di denunciare il crimine. | 22 novembre 2003 |
| 258 | Concerto                     | Paolo vuole portare Luca con sé al concerto dei Pooh, ma Luca non è entusiasta dell'idea. | 22 novembre 2003 |
| 259 | La dichiarazione di Patti    | Patti fa la dichiarazione di matrimonio a Silvano. | 22 novembre 2003 |
| 260 | Riparazione                  | Enrico, il tecnico della macchinetta del caffè, arriva in azienda per ripararla. - Guest star: Antonio Zavatteri | 22 novembre 2003 |
| 261 | Bungiulè                     | Paolo compra un bastone che ritiene essere magico. - Guest star: Antonio Zavatteri | 22 novembre 2003 |
| 262 | Il cane di Paolo             | Paolo "adotta" un cane randagio. | 22 novembre 2003 |
| 263 | La lobby degli alcolisti     | L'azienda fa disintossicare Paolo dall'alcol. | 22 novembre 2003 |
| 264 | L'ochetta di Paolo           | Paolo ha le emorroidi ed è costretto a usare un salvagente per sedersi. | 22 novembre 2003 |
| 265 | Ritorno all'inferno          | In azienda arriva un nuovo dirigente, sopravvissuto a un terribile incendio, che impone a tutti i dipendenti delle assurde regole di sicurezza. - Guest star: Matteo De Micheli                                                                                             | 22 novembre 2003 |
| 266 | Vudù                         | Patti crede di comandare tutti i membri dell'azienda con delle bambole vudù. | 22 novembre 2003 |
| 267 | Casablanca                   | Alex accompagna un suo amico a Casablanca. | 22 novembre 2003 |
| 268 | Donare il sangue             | Luca e Paolo hanno dei dubbi sul donare il sangue. - Guest star: Antonella Dragotta | 22 novembre 2003 |
| 269 | Il rinfresco di Luca         | Luca organizza un rinfresco. | 22 novembre 2003 |
| 270 | Sushi per tutti              | Luca, Silvano, Paolo e Anna ordinano al ristorante giapponese. | 22 novembre 2003 |
| 271 | Tagli drastici               | L'azienda vuole tagliare le spese. | 22 novembre 2003 |
| 272 | Un portatile per Anna        | Paolo dimostra la sua abilità di venditore. | 22 novembre 2003 |
| 273 | Virilità                     | Paolo è convinto del fatto che Pippo possa riuscire ad attirare le donne e cerca di renderlo virile. | 22 novembre 2003 |
| 274 | Colesterolo                  | Luca si preoccupa per il suo colesterolo alto. | 22 novembre 2003 |
| 275 | Disintossicazione            | De Marinis sorprende Alex a fumare. - Guest star: Adriano Braidotti | 22 novembre 2003 |
| 276 | Le vacanze di Wanda          | Paolo invita Wanda a trascorrere una settimana bianca insieme alla sua famiglia. | 22 novembre 2003 |
| 277 | A cena con Jessica           | Jessica accetta di passare una serata con Luca, ma poi ci ripensa e afferma che uscirà con lui dopo 6 mesi, prima di ripartire per Londra. Per accorciare un po' i tempi, Luca ruba la pratica Tolusso per far licenziare Jessica e poter finalmente uscire con lei.        | 22 novembre 2003 |
| 278 | Malumore                     | Luca è infastidito dai colleghi che sono di buon umore al mattino. | 22 novembre 2003 |
| 279 | La giornata di Ilaria        | Ilaria, con modi forzatamente gentili, tenta di conquistare le simpatie dei dipendenti. | 22 novembre 2003 |
| 280 | La bomba                     | Olmo porta in ufficio una bomba a orologeria fatta da lui. | 22 novembre 2003 |
| 281 | La cerniera                  | | 3 dicembre 2003  |
| 282 | Il direttore infortunato     | De Marinis ha avuto un incidente. | 3 dicembre 2003  |
| 283 | Sciopero dei mezzi           | La città è bloccata per lo sciopero dei mezzi pubblici. Paolo ha un unico posto libero in macchina: a chi lo darà, tra Olmo, Anna e Patti? | 3 dicembre 2003  |
| 284 | Maschio                      | Paolo crede che Luca sia diventato gay. | 3 dicembre 2003  |
| 285 | L'invito                     | In area relax Luca e Paolo trovano un invito per una festa hard. | 3 dicembre 2003  |
| 286 | La fidanzata russa           | Luca corteggia una ragazza russa su internet, esagerando, convinto che non possa mai rintracciarlo, ma qualcosa va storto. - Guest star: Karolina Bartova e Nevena Milutinovic                                                                                              | 3 dicembre 2003  |
| 287 | Sicurezza elettronica        | Vittorio vuole che Olmo gli dia lezioni di informatica. | 3 dicembre 2003  |
| 288 | Una stupida scommessa        | Paolo e Silvano fanno una scommessa: indovinare se la prossima persona ad entrare in area relax sarà un uomo o una donna. - Guest star: Davide Di Stefano | 3 dicembre 2003  |
| 289 | Tolleranza zero              | Paolo vuole regalare a Luca gli oggetti che ha trovato Jonathan. | 3 dicembre 2003  |
| 290 | Allucinazioni                | Paolo mangia per sbaglio i funghi allucinogeni di Alex. | 3 dicembre 2003  |
| 291 | La partita dell'Italia       | I dipendenti si organizzano per poter vedere la partita della Nazionale durante l'orario d'ufficio. | 3 dicembre 2003  |
| 292 | Caffè americano              | Silvano torna in azienda dopo un tirocinio negli Stati Uniti. | 3 dicembre 2003  |
| 293 | Incinta                      | Chiara, la figlia di De Marinis, aspetta un bambino. - Guest star: Luciana Littizzetto | 3 dicembre 2003  |
| 294 | Il look                      | Paolo cambia look per migliorare la sua posizione lavorativa. | 3 dicembre 2003  |
| 295 | Beneficenza                  | Luca e Paolo usano i soldi di una colletta per una scommessa. - Guest star: Marco Chiesa | 3 dicembre 2003  |
| 296 | Zombi                        | Luca e Paolo partecipano in nero nelle scene di un film horror, ma portano il panico in ufficio con i loro costumi da zombi. | 3 dicembre 2003  |
| 297 | Come si chiama?              | Luca e Paolo non si ricordano il nome di un collega appena assunto. - Guest star: Fabio Volo | 3 dicembre 2003  |
| 298 | Guasto                       | La macchina del caffè è guasta: Luca, Paolo e Silvano si mettono all'opera per rimediare. | 3 dicembre 2003  |
| 299 | L'organigramma               | Luca e Paolo litigano riguardo a chi sia più importante. | 3 dicembre 2003  |
| 300 | La sorella di Patti          | Sta arrivando in ufficio Titti, la sorella di Patti. Luca e Paolo, credendola brutta come la loro collega, fanno di tutto per evitarla. - Guest star: Claudia Gerini | 3 dicembre 2003  |
| 301 | Tifoso sfegatato             | Paolo è in crisi per il fallimento della squadra di calcio del suo paesino. | 3 dicembre 2003  |
| 302 | La più bella dell'ufficio    | Luca e Paolo fanno una classifica sulla più bella dell'ufficio. | 3 dicembre 2003  |
| 303 | Di tutti i colori            | Olmo ha un nuovo orologio che cambia colore. | 3 dicembre 2003  |
| 304 | Preparazione psicologica     | De Marinis chiede a Sergio di preparare ogni dipendente a un eventuale licenziamento. | 3 dicembre 2003  |
| 305 | Psicologia femminile         | Sergio cerca di aiutare Anna. | 3 dicembre 2003  |
| 306 | Pubblico scribacchino        | Patti deve scrivere una lettera per Paolo e una per Luca. | 3 dicembre 2003  |
| 307 | Sexy test                    | Patti e Alex trovano una rivista con uno strano test. | 3 dicembre 2003  |
| 308 | Silvano in festa             | Silvano è convinto di avere finalmente conquistato una donna. | 3 dicembre 2003  |
| 309 | Sindacalismo moderno         | In azienda bisogna fare l'inventario, ma Luca vuole convincere tutti a scioperare. | 3 dicembre 2003  |
| 310 | Testimone chiave             | Silvano ha assistito a un incidente stradale. | 3 dicembre 2003  |
| 311 | Un mese in Polonia           | Ilaria finge di essere innamorata di Luca pur di non passare un mese nella filiale polacca dell'azienda. | 3 dicembre 2003  |
| 312 | Visita medica                | Tutti i dipendenti dell'azienda devono essere sottoposti a una visita medica. - Guest star: Fabrizio Gasparetto | 3 dicembre 2003  |
| 313 | Peccato                      | Anna ha organizzato una colletta per Roberto, il capo della sicurezza. | 3 dicembre 2003  |
| 314 | Invito a pranzo              | Paolo invita De Marinis a pranzare insieme a lui. | 3 dicembre 2003  |
| 315 | Ipnosi                       | Sergio ipnotizza Luca. | 3 dicembre 2003  |
| 316 | La bomboletta                | Patti compra uno spray antiaggressione. | 3 dicembre 2003  |
| 317 | La casa al mare              | Paolo compra una seconda casa in Tunisia senza averla mai vista. | 3 dicembre 2003  |
| 318 | La patente                   | Patti deve prendere la patente e Paolo si offre di darle una mano. | 3 dicembre 2003  |
| 319 | La posta                     | Paolo legge una lettera per Gaia da parte di sua sorella Elisa. | 3 dicembre 2003  |
| 320 | La valigetta                 | Silvano deve portare una valigetta all'estero per conto del presidente. Luca e Paolo, convinti che contenga dei fondi neri, la scambiano con una identica. | 3 dicembre 2003  |
| 321 | L'amico                      | Luca e Paolo discutono sull'amicizia. | 3 dicembre 2003  |
| 322 | L'inserzione                 | Luca e Paolo mettono un annuncio per trovare un fidanzato a Patti. | 3 dicembre 2003  |
| 323 | Lista nera                   | Olmo trova una lista in cui sono schedati tutti i dipendenti dell'Azienda. | 3 dicembre 2003  |
| 324 | Meditazione creativa         | Patti insegna a Luca la "meditazione creativa". | 3 dicembre 2003  |
| 325 | Mi hai visto alla tele?      | Silvano chiede a tutti i suoi colleghi se l'hanno visto in televisione. | 3 dicembre 2003  |
| 326 | Mitomane                     | Paolo fa credere a Gaia di essere un sub e un paracadutista. | 3 dicembre 2003  |
| 327 | Nervi a fior di pelle        | Anna chiede a Luca di aiutarla a essere più sicura di sé. | 3 dicembre 2003  |
| 328 | Nota spese                   | Silvano è alle prese con le note spese di Paolo. | 3 dicembre 2003  |
| 329 | Paradosso temporale          | I dipendenti discutono sui viaggi nel tempo. | 3 dicembre 2003  |
| 330 | Parole inventate             | In azienda è arrivato un signore che parla in una maniera molto strana. - Guest star: Pino Pirovano | 3 dicembre 2003  |
| 331 | Foto a sorpresa              | Qualcuno in azienda si è fotocopiato il sedere. | 3 dicembre 2003  |
| 332 | Golf                         | Luca va a giocare a golf con la dirigenza. | 3 dicembre 2003  |
| 333 | Il cane della guardia        | Luca vuole far sopprimere Pierluigi, il cane di Vittorio. | 3 dicembre 2003  |
| 334 | Il matrimonio di Luca        | Silvano crede che Luca e Alex si vogliano sposare. | 3 dicembre 2003  |
| 335 | Il pubblicitario             | La dirigenza chiama un famosissimo copywriter per realizzare la nuova campagna pubblicitaria dell'azienda. - Guest star: Alessandro Gruttadauria | 3 dicembre 2003  |
| 336 | Il senza tetto               | Luca e Paolo discutono con Pier, un barbone che vive nei dintorni dell'azienda. - Guest star: Roberto Accornero | 3 dicembre 2003  |
| 337 | Impiegato del mese           | In azienda tutti fanno a gara per vincere il titolo di "Impiegato del mese". | 3 dicembre 2003  |
| 338 | In nome della legge          | Alex viene scelta come giurata in un processo per omicidio. | 3 dicembre 2003  |
| 339 | Il topolino                  | L'azienda è infestata dai topi. | 3 dicembre 2003  |
| 340 | Afasico                      | Paolo cerca in tutti i modi di capire il significato della parola "afasico". | 3 dicembre 2003  |
| 341 | Alluvione                    | A causa di un'alluvione, Anna si ritrova senza casa ed è costretta a chiedere ospitalità ai colleghi. | 3 dicembre 2003  |
| 342 | Amnesia                      | Paolo non si ricorda cosa ha combinato la sera prima alla festa aziendale e chiede aiuto a Sergio. | 3 dicembre 2003  |
| 343 | Appuntamento dal direttore   | Un disoccupato che non ha avuto risposta al suo curriculum piomba in azienda e prende tutti in ostaggio. - Guest star: Maurizio Tabani | 3 dicembre 2003  |
| 344 | Brindisi di addio            | Viene organizzata una festa di addio per Emma, una collega di Silvano che è stata appena licenziata. - Guest star: Simona Borioni | 18 gennaio 2004  |
| 345 | Chi si rivede                | Emma, la vecchia collega di Silvano (vedi: Brindisi di addio, I Stagione), ritorna in azienda, ma stavolta come consulente della Guardia di Finanza. - Guest star: Simona Borioni                                                                                           | 18 gennaio 2004  |
| 346 | Buon segno                   | Anna parla a Patti del suo nuovo fidanzato. | 18 gennaio 2004  |
| 347 | Buona condotta               | Luca sospetta che Alex lo tradisca. - Guest star: Giacomo Valenti | 18 gennaio 2004  |
| 349 | Il Veceshky                  | Gaia chiede a Luca di custodirle un'opera d'arte. | 18 gennaio 2004  |
| 350 | L'appuntamento               | Patti e Silvano vanno a cena fuori. | 18 gennaio 2004  |
| 351 | Lezioni di seduzione         | Alex spiega a Patti come funziona il sesso. | 18 gennaio 2004  |
| 352 | Passaggio in aeroporto       | A Gaia serve un passaggio per l'aeroporto e Paolo cerca in tutti i modi di accompagnarla. | 18 gennaio 2004  |
| 354 | Psicoshow                    | Sergio fa nascere dei complessi in Paolo e Silvano. | 18 gennaio 2004  |
| 355 | Regressione                  | Luca prende una brutta botta in testa e regredisce fino all'età di 6 anni. Paolo è costretto a prendersene cura. | 18 gennaio 2004  |
| 356 | Roland Garros                | Silvano ha 2 biglietti per assistere alla finale del Roland Garros, ma nessuno dei suoi colleghi vuole andarci. | 18 gennaio 2004  |
| 357 | Scritte oscene               | Ilaria scopre delle scritte riguardanti lei nel bagno degli uomini. | 18 gennaio 2004  |
| 358 | Tale padre                   | Paolo ha dei seri problemi con Brad. | 18 marzo 2004    |
| 359 | Tatuaggio                    | Luca riconosce Gaia in una foto sexy trovata per caso. | 18 marzo 2004    |
| 360 | Vade retro                   | Luca è convinto che Silvano gli abbia attaccato l'herpes labiale. | 18 marzo 2004    |
| 361 | A buon rendere               | Luca e Paolo si chiedono dei favori. | 18 marzo 2004    |
| 362 | Cultura                      | Per far colpo su Giovanna, Paolo inizia a leggere un libro che non capisce. | 18 marzo 2004    |
| 363 | Sesso selvaggio              | Luca fa credere a tutti che Silvano e Patti abbiano finalmente passato la notte insieme. | 18 marzo 2004    |
| 364 | Pacco a sorpresa             | Luca e Paolo decidono di vendicarsi delle angherie di Andrea. | 18 marzo 2004    |
| 365 | Strategie                    | In azienda tutti vogliono partecipare alla festa della famosa rivista Strategie. | 18 marzo 2004    |
| 366 | Ganasce                      | Alla macchina di Paolo vengono messe le ganasce. | 18 marzo 2004    |
| 367 | Futuri imprenditori          | Luca e Paolo vogliono creare una nuova impresa. | 18 marzo 2004    |
| 368 | Il funerale                  | Silvano ha dei problemi a organizzare il funerale di sua zia. | 18 marzo 2004    |
| 369 | La colletta                  | In azienda si organizza una colletta per una collega che va in pensione. | 18 marzo 2004    |
| 370 | Lady di ferro                | Ilaria fa un incidente sugli sci. | 18 marzo 2004    |
| 371 | Bobo il pollo                | Paolo aiuta Silvano a vendere una vecchia radio. - Guest star: Ettore Distasio | 18 marzo 2004    |
| 372 | Il licenziamento di Anna     | Anna viene licenziata e diventa immediatamente oggetto dei pettegolezzi dei colleghi. | 18 marzo 2004    |
| 373 | Adozione a distanza          | Patti decide di adottare a distanza un bambino. | 18 marzo 2004    |
| 374 | Camper trophy                | Paolo vuole partecipare al prestigiosissimo "Camper trophy", ma ha perso la patente. | 18 marzo 2004    |
| 375 | Paparazzi                    | Luca e Paolo si fingono paparazzi per ricattare la figlia di un deputato, fotografata in pose compromettenti dalla madre di Silvano. - Guest star: Gimmy Andersen | 18 marzo 2004    |
| 376 | La vamp                      | Olmo spinge Anna a farsi notare e Alex la aiuta a cambiare look. | 18 marzo 2004    |
| 377 | Mobbing                      | Una dipendente si lamenta con Silvano e Luca di essere vittima di mobbing da parte di De Marinis. - Guest star: Barbara Esposito | 18 marzo 2004    |
| 378 | Reality Show                 | De Marinis organizza un reality show aziendale. | 18 marzo 2004    |
| 379 | Giusta ricompensa            | Luca diventa dirigente. | 18 marzo 2004    |
| 380 | La casa di Luca              | Luca "presta" casa sua a Paolo. - Guest star: Piero Maggiò | 18 marzo 2004    |
| 381 | P-4                          | Paolo si finge depresso. | 18 marzo 2004    |
| 382 | Nemiche per la pelle         | Ilaria e Gaia si contendono un importante contratto. | 18 marzo 2004    |
| 383 | Bagaglio culturale           | Per far colpo su Gaia, Paolo cerca di mostrarsi acculturato in sua presenza. | 18 marzo 2004    |
| 384 | Rinnovo di contratto         | Olmo ha ottenuto il rinnovo del contratto e Patti e Anna gli organizzano una festa a sorpresa. | 18 marzo 2004    |
| 385 | Lenti a contatto             | Silvano porta le lenti a contatto. | 18 marzo 2004    |
| 386 | Concorso canoro              | Paolo partecipa a un concorso per diventare il quinto componente dei "Pooh". Tuttavia non diventa un componente dei "Pooh", ma dei "Pu" che Luca ritiene che sono i cugini sfigati dei Village People.                                                                      | 18 marzo 2004    |
| 387 | Deterrenti                   | Paolo usa un "deterrente" per non andare a una festa. | 18 marzo 2004    |
| 388 | Festa a sorpresa             | È la festa di compleanno di Silvano e tutti i colleghi fanno a gara per non andarci. | 18 marzo 2004    |
| 389 | Hasta la revolución          | Luca trova un modo per incentivare la sua lotta sindacale. | 18 marzo 2004    |
| 390 | I numeri del lotto           | Patti gioca al lotto. | 18 marzo 2004    |
| 391 | Il cappottino                | Rovistando nella spazzatura, Paolo trova alcuni oggetti "compromettenti". | 18 marzo 2004    |
| 392 | Il furto di Patti            | Patti accusa Luca e Paolo di un furto. | 18 marzo 2004    |
| 393 | Il pacifista                 | Vittorio si finge pacifista per capire chi ha rubato un importante brevetto. | 18 marzo 2004    |
| 394 | Uomo perfetto                | Anna e Alex tentano di farsi notare da un impiegato della ditta del piano di sotto, il quale sembra avere tutte le caratteristiche dell'uomo perfetto. - Guest star: Alessandro Adriano                                                                                     | 18 marzo 2004    |
| 395 | Fuego                        | Paolo decide di vendere la sua prima auto, una vecchia Renault Fuego. - Guest star: Davide Silvestri | 18 marzo 2004    |
| 396 | Linguaggio fiorito           | Paolo deve incontrare un cliente molto importante, ma De Marinis gli rimprovera di avere un linguaggio troppo colorito. - Guest star: Andrea Montuschi | 18 marzo 2004    |
| 397 | Lutto                        | Un dipendente dell'azienda muore improvvisamente. | 18 aprile 2004   |
| 398 | Ritratto del padre           | Monica, la cugina di Alex (vedi: Erbe aromatiche), torna in azienda con il suo bambino appena nato, che sembra assomigliare molto a Paolo. - Guest star: Enrica Barel | 18 aprile 2004   |
| 399 | Miopethon                    | L'azienda organizza una maratona di beneficenza. | 18 aprile 2004   |
| 400 | Scontro tra titani           | Andrea e Sandrino sono due veri titani: Luca e Paolo cercano di metterli l'uno contro l'altro. - Guest star: Gualberto Parmeggiani | 18 aprile 2004   |
| 401 | Servizio fotografico         | L'azienda realizzerà un calendario, e tutte le ragazze dell'ufficio vogliono essere scelte come protagoniste. - Guest star: Oliviero Toscani | 18 aprile 2004   |
| 402 | Demitizzazione               | Luca prova ad aiutare Silvano a essere più sicuro di sé quando è con Patti. | 18 aprile 2004   |
| 403 | Il fan                       | Paolo, emozionatissimo, racconta a Luca e Olmo l'esperienza del concerto dei Pooh. | 18 aprile 2004   |
| 404 | Solidarietà femminile        | Anna rivuole i venerdì pomeriggio liberi e chiede aiuto a Ilaria. | 18 aprile 2004   |
| 405 | Calcio mercato               | Luca e Paolo organizzano un torneo di calcio. - Guest star: Paco Carlucci | 18 aprile 2004   |
| 406 | Un cuore grande              | Paolo vuole partire per una missione umanitaria in Africa. | 18 aprile 2004   |
| 407 | L'ufficio di Luca            | L'ufficio di Luca sta per essere ampliato e Paolo si ingelosisce. | 18 aprile 2004   |
| 408 | Notizie fresche              | L'azienda assume una stagista laureato in scienze della comunicazione perché aiuti Luca, Patti e Giovanna a redigere il giornalino aziendale. - Guest star: Pasquale Di Filippo                                                                                             | 18 aprile 2004   |
| 409 | Il prezzo del caffè          | Luca fa uno sciopero per il prezzo del caffè. | 18 aprile 2004   |
| 410 | La prostituta                | Paolo vuole far sposare Silvano con una sua amica prostituta. - Guest star: Maruska Albertazzi | 18 aprile 2004   |
| 411 | Il politico                  | Un noto politico arriva in azienda: Luca si convince che voglia prendere tangenti da De Marinis. - Guest star: Alberto Fasoli | 18 aprile 2004   |
| 412 | La nonna d'Australia         | Olmo si inventa una storia strappalacrime per poter partire per un viaggio. | 18 aprile 2004   |
| 413 | Il Paolo mannaro             | Paolo è convinto di potersi trasformare in un lupo mannaro. | 18 aprile 2004   |
| 414 | Dire la verità               | Luca e Paolo parlano della sincerità nella loro amicizia. | 18 aprile 2004   |
| 415 | Erbe aromatiche              | Monica, la cugina di Alex appena assunta in azienda, spaccia delle erbe stupefacenti in area relax. - Guest star: Enrica Barel | 18 aprile 2004   |
| 416 | Il capolavoro                | Luca e De Marinis riescono a risolvere una volta per tutte i loro conflitti. | 18 aprile 2004   |
| 417 | La scommessa                 | Luca e Paolo costringono Silvano a fare delle scommesse stupide con loro. | 18 aprile 2004   |
| 418 | Love story                   | Alex vuole lasciare Luca, ma lui le chiede di sposarlo. | 18 aprile 2004   |
| 419 | Inseminazione                | Patti vuole farsi inseminare artificialmente e chiede aiuto ai colleghi per trovare un donatore. | 18 aprile 2004   |
| 420 | L'incontro di Anna           | Andrea si innamora di Anna e Luca si ingelosisce. | 18 aprile 2004   |
| 421 | Concorso di pittura          | In azienda viene organizzato un concorso di pittura. | 18 aprile 2004   |
| 422 | Il cuoco                     | Luca discute con il cuoco della mensa. - Guest star: Luca Di Prospero | 18 aprile 2004   |
| 423 | Il questionario              | Ai dipendenti viene distribuito un questionario per valutare la qualità dell'azienda. | 18 aprile 2004   |
| 424 | Base Jump                    | Per far colpo su Jessica, Luca millanta di essere un paracadutista provetto ma, per sua sfortuna, Olmo dice a Jessica di avere sempre con sé un paracadute in ufficio e il povero Luca è costretto a lanciarsi per davvero.                                                 | 18 aprile 2004   |
| 425 | Televendita                  | Paolo prova a rivendere in ufficio degli anelli comprati a una televendita. | 18 aprile 2004   |
| 426 | Cose che succedono           | In azienda arriva una delle amanti di Paolo e lui convince Patti a fingersi sua moglie. - Guest star: Tatiana Lepore | 18 aprile 2004   |
| 427 | Finalmente la pensione       | Dopo tanti anni, l'anziana donna delle pulizie va in pensione, e l'azienda vuole ringraziarla. - Guest star: Claudia Lawrence | 18 aprile 2004   |
| 428 | Il produttore                | Luca mette a disposizione gli uffici dell'azienda come location per girare un film. - Guest star: Paolo Pierobon | 18 aprile 2004   |
| 429 | L'esaurimento di Paolo       | Da un po' di giorni Paolo è stanco, annoiato, assente. - Guest star: Paolo Mazzarelli | 18 aprile 2004   |
| 430 | L'incidente di Paolo         | Paolo ha fatto un incidente in macchina. | 18 aprile 2004   |
| 431 | Vendesi come nuova           | Paolo cerca di vendere la sua vecchia Renault Fuego al nuovo fidanzato di Wanda. - Guest star: Enrico Beruschi | 18 aprile 2004   |
| 432 | Demetrio                     | Ilaria porta in azienda suo nipote Demetrio. - Guest star: Michele Cesari | 18 aprile 2004   |
| 433 | L'agenda                     | Paolo ruba l'agenda di Gaia. | 18 aprile 2004   |
| 434 | Il fax                       | Paolo deve assolutamente inviare un importantissimo fax. | 18 aprile 2004   |
| 435 | Il fidanzato di Wanda        | Wanda aspetta in ufficio il suo nuovo fidanzato, ma Luca fa di tutto per allontanarlo. - Guest star: Michel Altieri | 18 aprile 2004   |
| 436 | Problemi di famiglia         | Jonathan si è iscritto a un corso di ginnastica ritmica e Paolo pensa sia gay. | 18 aprile 2004   |
| 437 | Gossip                       | Luca riesce a conquistare Barbara Chiappini. - Guest star: Barbara Chiappini | 18 aprile 2004   |
| 438 | Il nuovo cellulare           | Paolo compra un videotelefono. | 18 aprile 2004   |
| 439 | La sciarpa rubata            | Luca ha rubato una sciarpa a un tifoso avversario durante una partita di pallavolo, e adesso si vanta in ufficio del suo gesto "coraggioso". - Guest star: Enzo Giraldo | 18 aprile 2004   |
| 440 | Colloquio d'assunzione       | Luca ostacola alcuni candidati per un posto di lavoro in azienda. - Guest star: Andrea Caimmi e Marco Chiappa | 18 aprile 2004   |
| 441 | Luca papà                    | Patti crede che Alex sia incinta e lo dice a tutti, compreso Luca. | 18 aprile 2004   |
| 442 | Al lupo                      | Paolo finge una malattia per poter avere un permesso e andare all'ippodromo. | 18 aprile 2004   |
| 443 | Dialogo tra sordi            | Jessica non capisce i dialoghi dei colleghi. | 18 aprile 2004   |
| 444 | Il trasferimento             | Ilaria viene promossa alla sede centrale. | 18 aprile 2004   |
| 445 | Le roselline                 | Ilaria ha le mestruazioni, e cerca di far capire a Patti che ha assolutamente bisogno di un tampone. Ma lei fraintende. | 18 aprile 2004   |
| 446 | Il compagno di classe        | Luca incontra un suo vecchio compagno di classe. - Guest star: Fabio Troiano | 18 aprile 2004   |
| 447 | Il maniaco                   | Gaia riceve telefonate anonime fatte di soli ansimi e pensando a un maniaco prepara un complesso piano per farlo picchiare da Andrea. A farne le spese sarà Paolo. | 18 aprile 2004   |
| 448 | Spirito di squadra           | Jessica e De Marinis organizzano un corso di sopravvivenza a Formentera per rafforzare lo spirito di squadra dei colleghi. Ma Luca non è d'accordo. | 18 aprile 2004   |
| 449 | Anonimo                      | Paolo si iscrive agli Alcolisti Anonimi, ma non vuole farlo sapere in azienda. | 18 aprile 2004   |
| 450 | Corriere espresso            | In azienda si presenta un pony express che non riesce a capire a chi deve fare la consegna. - Guest star: Diego Balconi | 18 aprile 2004   |
| 451 | Le grandi pulizie            | Andrea obbliga Silvano e Pippo a fare le pulizie in azienda. | 18 aprile 2004   |
| 452 | Tutti in scena               | Sergio propone alcuni esperimenti per migliorare i rapporti tra colleghi. | 18 aprile 2004   |
| 453 | Molestie                     | Per difendersi dalle accuse di maschilismo lanciate da Anna, Luca e Paolo deviano il discorso convincendola del fatto che Patti sia vittima di mobbing da parte di Ilaria.                                                                                                  | 18 aprile 2004   |
| 454 | Affinità astrologica         | Olmo vuole fare innamorare di sé Anna grazie all'astrologia, fingendosi un capricorno. | 18 aprile 2004   |
| 455 | Feromoni                     | Silvano guarda un documentario sui feromoni. | 18 aprile 2004   |
| 456 | Gran serata                  | Silvano invita Patti a una serata danzante. - Guest star: Danilo Nessi | 18 aprile 2004   |
| 457 | Grazia presidenziale         | Il presidente denuncia Luca per una sua azione sindacale. | 18 aprile 2004   |
| 458 | Il costume di Patti          | Patti va in piscina assieme ad Alex. | 18 aprile 2004   |
| 459 | Le analisi                   | Luca ha un semplice raffreddore, ma Paolo crede che stia per morire. | 18 aprile 2004   |
| 460 | Ludovica                     | Alex porta in ufficio la sua amica Ludovica. - Guest star:Francesca Faiella | 18 aprile 2004   |
| 461 | Il giro del mondo            | Olmo si propone di fare il giro del mondo per sponsorizzare l'azienda. | 18 aprile 2004   |
| 462 | La mostra                    | Ilaria espone in area relax un quadro dipinto dalla sua prozia. | 18 aprile 2004   |
| 463 | Il grande salto              | Una donna si è suicidata nelle vicinanze dell'azienda. Luca e Paolo, pur non conoscendola, vogliono raccontare lo stesso la loro versione. - Guest star: Beppe Severgnini                                                                                                   | 18 aprile 2004   |
| 464 | Orgasmo                      | Paolo non riesce a soddisfare sessualmente sua moglie Valeria. | 18 aprile 2004   |
| 465 | Vecchi ricordi               | Paolo scopre che un suo vecchio amico, che è stato suo assistente per molti anni, sta per prendere il suo posto. - Guest star: Simone Ricciardi | 18 aprile 2004   |
| 466 | Zoofilo                      | Paolo confonde il significato della parola zoologo con zoofilo. | 18 aprile 2004   |
| 467 | Questione di principio       | Un dipendente appena licenziato vuole fare ricorso al tribunale del lavoro e chiede aiuto a Luca. - Guest star: Mario Pirrello | 18 aprile 2004   |
| 468 | Il seminario                 | Tutta l'azienda segue un seminario. | 18 aprile 2004   |
| 469 | Pettegolezzi                 | Giovanna e Alex mettono reciprocamente in giro dei pettegolezzi. | 18 aprile 2004   |
| 470 | Umore nero                   | Giovanna dà un due di picche a Luca, dicendogli che almeno Paolo è un uomo vero. Luca si offende e se la prende proprio con l'amico. | 18 aprile 2004   |
| 471 | Weekend d'amore              | Luca offre ad Alex un fine settimana in Marocco, ma lei non la prende bene. | 18 aprile 2004   |
| 472 | Marketing spazzatura         | Un netturbino va in azienda a vendere calendari. - Guest star: Marco Cacciola | 18 aprile 2004   |
| 473 | Radio aziendale              | Viene allestita una radio aziendale. | 18 aprile 2004   |
| 474 | Tutti schedati               | De Marinis chiede ad Anna di spiare per lui tutti i dipendenti. | 18 aprile 2004   |
| 475 | Il dubbio del commerciale    | Paolo ha un dubbio su un suo contratto. | 18 aprile 2004   |
| 476 | La scusa                     | Paolo deve trovare una scusa per andare al salone del camperista. | 18 aprile 2004   |
| 477 | Riduzione di budget          | La dirigenza ha in programma alcuni tagli. | 18 aprile 2004   |
| 478 | Rivoluzione sessuale         | In azienda è stata installata una macchina distributrice di preservativi. | 18 aprile 2004   |
| 479 | Depressione contagiosa       | In azienda arriva un uomo depresso, Ivo. - Guest star: Alberto Bognanni | 18 aprile 2004   |